# Egyptian National Football League 2021
La Egyptian National Football League 2021 è la 7ª edizione del campionato di football americano di primo livello, organizzato dalla EFAF.

## Squadre partecipanti
| Club             | Città               | Stadio | Sponsor ufficiale | Risultato nella stagione 2020 |
| ---------------- | ------------------- | ------ | ----------------- | ----------------------------- |
| Cairo Bears      | New Cairo           |        |                   |                               |
| Cairo Hellhounds | Il Cairo            |        |                   |                               |
| Cairo Wolves     | Giza                |        |                   |                               |
| GUC Eagles       | New Cairo           |        |                   |                               |
| MSA Tigers       | Città del 6 ottobre |        |                   |                               |

## Stagione regolare

### Calendario

#### 1ª giornata
| 21 maggio 2021, ore 14:30 | MSA Tigers | 0 – 7 referto | GUC Eagles |  |

| 21 maggio 2021, ore 17:40 | Cairo Bears | 22 – 6 referto | Cairo Wolves |  |

#### 2ª giornata
| 28 maggio 2021, ore 14:30 | GUC Eagles | 7 – 18 referto | Cairo Bears |  |

| 28 maggio 2021, ore 17:40 | Cairo Hellhounds | 18 – 20 referto | MSA Tigers |  |

#### 3ª giornata
| 4 giugno 2021, ore 14:30 | Cairo Wolves | 10 – 0 referto | MSA Tigers |  |

| 4 giugno 2021, ore 17:40 | GUC Eagles | 13 – 22 referto | Cairo Hellhounds |  |

#### 4ª giornata
| 11 giugno 2021, ore 14:15 | Cairo Bears | 13 – 14 referto | Cairo Hellhounds |  |

| 11 giugno 2021, ore 17:25 | Cairo Wolves | 20 – 6 referto | GUC Eagles |  |

#### 5ª giornata
| 18 giugno 2021, ore 14:30 | Cairo Hellhounds | 26 – 7 referto | Cairo Wolves |  |

| 18 giugno 2021, ore 17:40 | MSA Tigers | 14 – 13 referto | Cairo Bears |  |

### Classifica
La classifica della regular season è la seguente:
- PCT = percentuale di vittorie, G = partite giocate, V = partite vinte,  P = partite perse, PF = punti fatti, PS = punti subiti

| Pos. | Squadra          | PCT  | G | V | N | P | PF | PS |
| ---- | ---------------- | ---- | - | - | - | - | -- | -- |
| 1    | Cairo Hellhounds | .750 | 4 | 3 | 0 | 1 | 80 | 53 |
| 2    | Cairo Bears      | .500 | 4 | 2 | 0 | 2 | 66 | 41 |
| 3    | Cairo Wolves     | .500 | 4 | 2 | 0 | 2 | 43 | 54 |
| 4    | MSA Tigers       | .500 | 4 | 2 | 0 | 2 | 34 | 48 |
| 5    | GUC Eagles       | .250 | 4 | 1 | 0 | 3 | 33 | 60 |

## VII Egyptian Bowl
| Città del 6 ottobre 2 luglio 2021, ore 20:00 | Cairo Hellhounds | 21 – 13 | Cairo Bears | Central Security Club |

## Verdetti
- Cairo Hellhounds Campioni dell'Egitto 2021

## Premi individuali
- MVP della stagione: Yassin Sheriff (QB,  Cairo Hellhounds)
- MVP dell'Egyptian Bowl VII: Yassin Sheriff (QB,  Cairo Hellhounds)
- Miglior Coach dell'anno: Khaled Bassyouny ( Cairo Hellhounds)
- Giocatore offensivo dell'anno: Haitham Abdelwarith (WR,  Cairo Hellhounds)
- Giocatore difensivo dell'anno: Mohamed Arabi ( MSA Tigers)
- Giocatore più migliorato dell'anno: Abdelrahman Medhat ( MSA Tigers)
- Rookie dell'anno: Mohamed Amin ( Cairo Bears)